# Dornbusch (Francfort-sur-le-Main)
Pour les articles homonymes, voir Dornbusch.

Le quartier (en rouge) au sein de l'arrondissement (en gris foncé) et de la ville (en gris clair)

Francfort-Dornbusch (en allemand : Frankfurt-Dornbusch) est un quartier de Francfort-sur-le-Main.